# Rich Text Format Directory
Le format Rich Text Format Directory ou RTFD, d'après son extension de fichier .rtfd, ou encore Rich Text Format with Attachements (respectivement Format de texte enrichi en dossier et Format de texte enrichi avec pièces jointes) est un format de fichier de TextEdit, une application fonctionnant sous NeXTSTEP puis OS X, et qui a aussi été porté sur d'autres versions d'Unix. Il est basé sur le format RTF, et permet d'insérer des images, et toutes sortes de documents dans le corps du texte.
Actuellement, il est utilisé uniquement sur les systèmes Mac OS X, par les applications Apple, telles que TextEdit et Pages.
Il se présente comme un bundle (un dossier montré à l'utilisateur comme un fichier) contenant le fichier RTF (nommé TXT.rtf) ainsi que les documents associés dans leur format d'origine. Il peut donc être lu comme prévu par les applications le supportant, mais également consulté sans celles-ci, cependant sans l'intégration des documents directement dans le texte.
Un des grands avantages de RTFD est de pouvoir inclure des images vectorielles de grande qualité comme le PDF, ce qui permet d'imprimer sans perte de qualité dans des grandes tailles de papier. Il inclut également le support des métadonnées de plusieurs formats d'images vectorielles.

## Compatibilité

### Mac OS X
Comme pour le format RTF, les fichiers RTFD peuvent être ouverts par le système Mac OS X, qui supporte les bundles. Parmi les applications qui supportent les formats RTF et RTFD, on trouve TextEdit, Pages, et un programme tiers, Bean. La suite Microsoft Office Mac et la plupart des traitements de texte ne supportent pas le format.

### Microsoft Windows
Contrairement au RTF, les fichiers RTFD ne peuvent être ouvert correctement par les applications Windows, qui n'inclut pas le support des bundles.
Sous Microsoft Windows, les fichiers RTFD sont affichés comme des dossiers. Les modifier peut détruire les données du RTFD, en particulier modifier l'un des éléments, comme le fichier TXT.rtf, ou bien supprimer l'une des images. L'élément texte apparaît sous Windows comme un fichier RTF. Quand celui-ci est modifié dans un traitement de texte comme WordPad, Notepad ou Word, les illustrations sont remplacées par une annotation indiquant leur inclusion et, à la suite de l'enregistrement, les illustrations seront considérées comme perdues à la réouverture sous Mac OS X[réf. nécessaire].
Si le fichier RTFD est enregistré comme un fichier archive (.zip, .rar etc.), il peut aussi être ouvert sous Windows avec WinZip 8.1, WinRar 3.7.1, ce qui permet d'extraire les éléments graphiques (.pdf, .rtf, .jpg, etc.) et de les consulter dans leur application dédiée (Acrobat, WordPad, Photo Gallery, etc.) Cependant, ces éléments seront considérés comme perdus à la réouverture sous Mac OS X.
Si le fichier RTFD est enregistré au format WebArchive via TextEdit, il pourra être ouvert et visualisé correctement par le navigateur Safari sous Windows.

### Linux
Contrairement au format RTF, les fichiers RTFD ne sont généralement pas ouverts correctement par les applications des systèmes qui ne supportent pas les données des bundles. La plupart des applications et des environnements Linux traitent les bundles comme un dossier contenant des fichiers données sans structure, comme sous Windows.
Les applications écrites pour l'environnement GNUstep, comme Ink, peuvent ouvrir ces documents et GNUstep reconnaît seul les bundles.